# شرکت (فیلم)
شرکت (به انگلیسی: The Firm) فیلمی است است که در سال ۱۹۹۳ به کارگردانی سیدنی پولاک و بازیگری تام کروز، جین تریپل هورن، جین هاکمن، اد هریس، هالی هانتر، گری بیوزی و دیوید استراتئون اکران شد.
این فیلم بر اساس کتاب مؤسسه تجاری اثر نویسنده آمریکایی جان گریشام نوشته شده‌است.

## داستان
"میچ مکدیر̎ جوان، که به تازگی از دانشکدهٔ حقوق فارغ‌التحصیل شده، به هر دری می‌زند تا در یک اداره به عنوان مشاور حقوقی شغلی پیدا کند. سرانجام نیز از دعوت می‌شود. او و همسر جوانش، ̎ آبی̎ به ممفیس می‌روند و ̎میچ̎ خیلی زود با رئیس قسمت خودش، ̎ آیوری تولار̎ دوست می‌شود. ̎میچ̎ در کشاکش وارد شدن به ریز و درشت مجموعهٔ وظایفش، متوجه بعضی اتفاقها می‌شود و از آن جمله مرگ مشکوک دو وکیل سابق مؤسسه که هر دو به یک شکل و در یک محل و در تصادفهای مشکوک کشته شده‌اند. ̎میچ̎ در می‌یابد که FBI این مجتمع را زیر نظر دارد و در ملاقاتی، بین او و مأمور FBI، آنان به او هشدار می‌دهند که قتل‌ها طراحی شده بوده‌اند و مؤسسه متهم و مظنون به حساب‌سازی، دزدیهای کلان و خلافکار است. ̎تولار̎ و رؤسای شرکت به ̎میچ̎ می‌گویند که علت مخالف FBI با آنان با این دلیل است که شرکت وکالت دفاع از چند موکل را که علیه FBI بوده، پذیرفته‌اند. اما ̎میچ̎ به تحقیق ادامه می‌دهد. او به یک کارآگاه خصوصی رجوع می‌کند اما کارآگاه نیز به طرز مرموزی کشته می‌شود. در سفری به واشینگتن، ̎میچ̎ به FBI قول همکاری می‌دهد. از پرونده‌های شرکت عکس می‌گیرد. شرکت نیز می‌کوشد با عکسهایی که از بعضی روابط ̎میچ̎ تهیه کرده او را وادار کند که از تعقیب قضیه دست بردارد اما ̎میچ̎ همه چیز را نزد همسرش اعتراف می‌کند. سرانجام ̎میچ̎ و ̎تولار̎ با هم روبه‌رو می‌شوند. اما ̎میچ̎ تمام مدارک را به FBI داده‌است. مؤسسه حقوقی زیر نظر مافیا فعالیت دارد. ̎میچ̎ و همسرش ممفیس را ترک می‌کنند.

## جوایز
این فیلم کاندیدای ۲ اسکار (کاندیدای اسکار بهترین موسیقی متن-کاندیدای اسکار بهترین بازیگر نقش مکمل زن) در سال ۱۹۹۴ شد.

## حواشی
در سال ۱۳۷۹ یعنی ۷ سال پس از ساخت این فیلم سیروس مقدم کارگردان ایرانی مجموعه تلویزیونی با نام وکیل به صورت کاملاً کپی سکانس به سکانس از روی این فیلم ساخت.